# James Rowland Angell

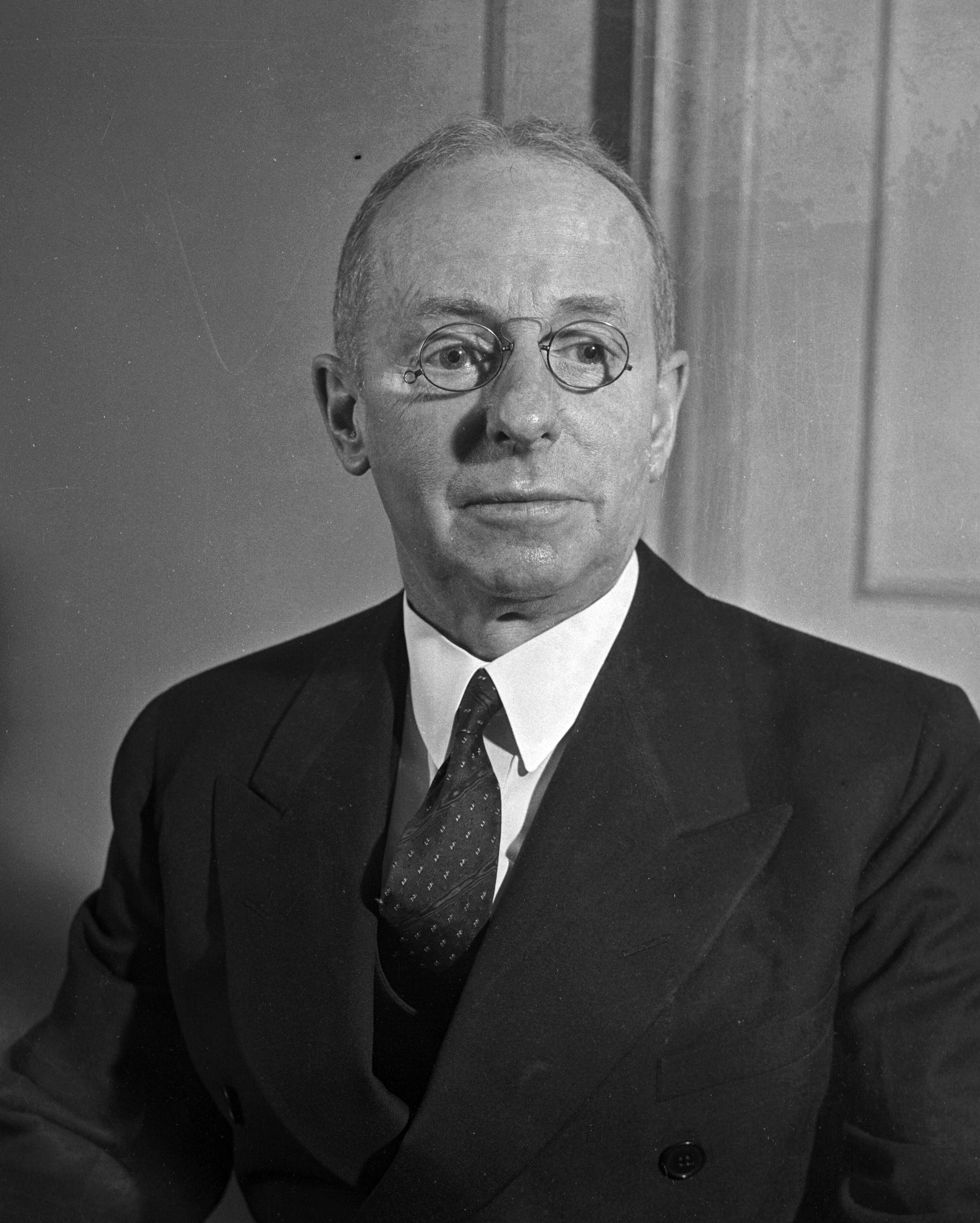
James Rowland Angell

James Rowland Angell (* 8. Mai 1869 in Burlington, Vermont; † 4. März 1949 in Hamden, Connecticut) war ein US-amerikanischer Psychologe und Universitätspräsident.

## Leben und Wirken
James R. Angell war der Sohn von James Burrill Angell (1829–1916, Präsident der University of Vermont 1866–1871, Präsident der University of Michigan 1871–1909) und der Bruder von Alexis Caswell Angell (1857–1932). Er studierte Psychologie an der University of Michigan (Bachelor 1890, Master 1891), unter anderem bei John Dewey, und an der Harvard University (Master 1892), unter anderem bei William James und Josiah Royce. Studienaufenthalte führten ihn auch zu Hermann Ebbinghaus nach Berlin und zu Benno Erdmann nach Halle. In Deutschland schrieb er auch eine Dissertation über Immanuel Kant (The Treatment of Freedom in Kant’s Critique of Pure Reason Compared with the Critique of Practical Reason), deren sprachliche Schwächen nicht mehr behoben wurden, weil Angell eine Stelle in den Vereinigten Staaten annahm.
Angell arbeitete ab 1893 als Dozent an der University of Minnesota, 1894 erhielt er eine erste Professur für Psychologie an der neugegründeten University of Chicago, wo er 1905 die Leitung der Abteilung für Psychologie übernahm, ab 1911 Dekan war und 1918/19 geschäftsführender Universitätspräsident. 1919/20 war er Chairman des National Research Council. 1920 wurde er Präsident der Carnegie Corporation, einer großen philanthropischen Stiftungsorganisation, wechselte aber schon 1921 als Präsident an die Yale University. Unter seiner Führung (bis 1937) erlebte die Universität eine intellektuelle, soziale und materielle Blüte. Angells Nachfolger war Charles Seymour (1885–1963). Nach seinem Ruhestand in Yale übernahm Angell zahlreiche Positionen, darunter Berater der National Broadcasting Company, Treuhänder des American Museum of Natural History und Direktor der Hall of Fame der Yale University.
Angell gilt als einer der Begründer des Funktionalismus und führte den Begriff des Strukturalismus ein. Er war von 1912 bis 1922 Herausgeber der Psychological Monographs der American Psychological Association, deren Mitglied er seit 1908 war. Zu  seinen Schülern zählten John B. Watson (1878–1958), Joseph Peterson (1878–1935), Walter Van Dyke Bingham (1880–1952) und Louis Leon Thurstone (1887–1955). Angells Arbeiten werden noch mehrere Jahrzehnte nach seinem Tod regelmäßig zitiert. Laut Datenbank Scopus, die in Angells Profil Zitationen nach 1994 aufführt, hat er einen h-Index von 8 (Stand April 2023).
James R. Angell war seit 1894 mit Marion Isabel Watrous († 1931) verheiratet, das Paar hatte zwei Kinder. Nach dem Tod seiner ersten Ehefrau heiratete er Katherine Cramer Woodman. Sein Grab befindet sich auf dem Grove Street Cemetery in New Haven, Connecticut.

## Schriften (Auswahl)
- Psychology (1904)
- Modern Psychology, mehrere Kapitel (1911)
- Introduction to Psychology (1913)
- American Education (1937)
- The Higher Patriotism (1938)
- War Propaganda and the Radio (1940)

## Auszeichnungen (Auswahl)
- 1906 Präsident der American Psychological Association[4]
- 1920 Mitglied der National Academy of Sciences[5]
- 1924 Mitglied der American Philosophical Society[6]
- 1932 Mitglied der American Academy of Arts and Sciences[7]